# 戈登·坎贝尔
 OC OBC（1948年1月12日—），漢名為金寶爾，加拿大外交及政治人物，2001年至2011年間担任不列颠哥伦比亚省第34任省长，並曾於1993年至2011年間擔任卑詩自由黨黨領，期間先後出任卑詩省議會溫哥華奎秦拿選區和溫哥華灰角選區議員。他曾於1986年至1993年間出任溫哥華市長，2011年至2016年間則任加拿大駐英國高級專員。

## 早年生活、市政生涯
金寶爾生于温哥华，在該市的西灰角區（West Point Grey）長大，從大學山中學畢業後到美國新罕布什爾州的达特茅斯学院就读。金寶爾本來打算攻讀醫科，但在三名英文科教授慫恿下改為攻讀英文和城市管理，並取得英文系的文學學士學位。他於1969年獲得1500元的獎學金，並以此順利進入溫哥華市政府工作。金寶爾在此結識時任市議員，並於日後出任市長的阿特·菲利普斯（Art Phillips）。
金寶爾於1969年大學畢業，並於翌年結婚。他後來獲史丹福大學取錄修讀教育碩士學位，但卻決定返回溫哥華，到卑詩大學修讀法律系。阿特·菲利普斯宣佈參與競逐溫哥華市長一職後，金寶爾離開卑詩大學並協助菲利普斯的競選工作。菲利普斯於1972年成功當選市長後，金寶爾出任市長行政助理一職至1976年為止，之後到馬拉松地產公司出任項目主管。
金寶爾從1975年到1978年間在西門菲沙大學攻讀工商管理碩士學位，而其長子和次子也分別於1976年和1979年出生。他於1981年離開馬拉松地產並創立了城市核心發展公司（Citycore Development Corporation）。
金寶爾於1984年以無黨派協會黨員身份當選溫哥華市議員，並從1986年至1993年間出任溫哥華市長，任内見證著福溪沿岸世博會會址、耶魯鎮和高豪港沿岸的發展項目，以及溫哥華公共圖書館新總館大樓的工程。他也曾經擔任大溫哥華區域局的主席，以及卑詩城鎮聯會的會長。

## 反對黨黨魁
金寶爾於1993年擊敗小哥頓·吉布遜和哥頓·威爾遜（Gordon Wilson），成為卑詩自由黨的黨領，並於翌年在溫哥華奎秦拿選區的省議員補選中勝出，成功晉身卑詩省議會。
金寶爾於1996年省選中改為出戰溫哥華灰角選區並成功當選。在金寶爾的領導下，自由黨比新民主黨取得較多普選選票，但在省議會75個議席中只贏得33席，低於新民主黨的39席，新民主黨因此得以繼續以多數政府姿態執政。
1990年代末期，新民主黨政府在簡嘉年領導下民望大跌，造就金寶爾於2001年省選中帶領自由黨成功擊敗新民主黨上台執政，並首次出任卑詩省省長。是次省選自由黨在79席中取得77席，新民主黨僅佔餘下兩席，是卑詩省歷來勢力最懸殊的議會分佈，以普選選票計也是全省歷來第二大分距。

## 省長生涯
金寶爾於2001年競選期間承諾削減入息稅以刺激經濟。他上台執政第二日便履行競選承諾，將全省納稅人的入息稅率減低25%，又削減企業利得稅和消除企業資本稅。然而，為了確保省府收支平衡，金寶爾政府又進行一系列緊縮政策，包括削減福利金、出售政府資產、裁減公務員人數、以及關閉部分政府辦事處。另外，金寶爾政府於2001年通過將教育服務列為必要服務，令教職員的罷工活動成為非法行為。省府並於2004年宣佈在往後六年增設25000個大專學位，又取消凍結省内大專學院學費，於2005年改為設立學費上限，將學費增幅定於通脹率之内。
金寶爾於2003年1月在夏威夷度假期間被控酒後駕駛，對此他不提抗辯（no contest）。庭内記錄顯示當時他的血液酒精含量比法定上限高一倍。他被罰款913美元。
金寶爾於2005年省選中帶領自由黨順利連任，第二度籌組多數政府，但新民主黨在這屆省選中捲土重來，令上屆省議會的強弱懸殊局面不復出現。卑詩省經濟在金寶爾第二屆任期初段仍然向好，全省於2006年增加65000份新職位，增幅為全國第二高，同年失業率則為4.8%，較全國平均的6.3%低。然而，遇著金融海嘯，全省於2008年流失40300份職位，失業率則於2009年7月升至7.8%，回到2001年7月的水平。
自由黨於2009年省選中取得省議會85席中的49席並繼續執政，而金寶爾亦順利連任省長。

### 合併銷售稅風波
金寶爾於2009年7月23日宣佈卑詩省將從2010年7月1日起實行合併銷售稅（HST），把原來的5%聯邦銷售及服務稅（GST）和7%省銷售稅（PST）合併成一個稅率為12%的統一稅制。新稅制旨在簡化商家的行政手續，因此普遍獲商界支持。然而，HST實施後，部分原本無需收取省銷售稅的服務（如理髮和地毯清潔）需改為收取全數12%的銷售稅，被部分人指為變相加稅，因此方案也被不少反對派人士以至普通省民大力反對。另外，金寶爾於2009年競選時指自由黨無意引入HST，其誠信亦因此被質疑。卑詩省能源、礦務及石油資源廳長李士松於2010年6月11日表示與自由黨在HST政策上出現分歧而辭任廳長一職並退黨。
省府一系列文件於2010年9月曝光，顯示内閣早於2009年3月已開始討論HST問題，與自由黨早前指省選前並未談及HST的説法有所矛盾。受HST風波影響，自由黨以至金寶爾的民望亦急跌。自由黨於2010年10月的支持度有24%，遠遠落後於新民主黨的49%；而金寶爾的個人支持度更跌至9%，為全國各省省長中最低。

### 宣佈下台
HST的推行引起多方反對，而經過多個月來的政治壓力，金寶爾於2010年11月3日突然召開記者會，宣佈辭去卑詩自由黨黨領以及卑詩省長的職務，並表示已要求自由黨盡快舉行黨領大會以另覓黨領。在新黨領產生前，他留任該兩職位。金寶爾於同年12月5日出席公開活動時被記者問及在新黨領產生後會否留任省議員；他表示不願意阻礙新黨領的領導方式，又指擔任了黨領17年後很難再留在黨團中。這番話被《環球郵報》解讀為金寶爾「強烈暗示」自己不會留任省議員一職。
簡蕙芝在2011年2月26日舉行的自由黨黨領選舉中擊敗另外三位侯選人，接替金寶爾出任該黨黨領，再於同年3月14日宣誓就任卑詩省長。金寶爾再於翌日正式辭去其格雷岬選區省議員席位；簡蕙芝於同年5月11日舉行的補選中贏取該議席。

## 駐英高級專員
加拿大媒體於2011年6月傳出金寶爾將出任該國駐英高級專員；總理斯蒂芬·哈珀於同年8月15日正式宣布金寶爾出任該職，而金寶爾則於同年9月15日在倫敦履新。他的任期於2016年屆滿。
2019年1月，前任加拿大駐英國高級專員公署僱員普林斯（Judith Prins）於蘇格蘭場立案，指控金寶爾於2013年觸摸她的臀部。金寶爾的發言人否認該項指控，稱有關投訴經調查後已被駁回。普林斯於2020年向金寶爾和加拿大聯邦政府提出民事訴訟；金寶爾回應指雙方已於五年多前和解，事情已獲充分處理。

## 榮譽

### 殊勳
| 綬帶 | 勳章                   | 注釋                |
|      | 加拿大官佐勳章（O.C.） | - 2018年5月11日頒發 |
|      | 卑詩省勳章（O.B.C.）   | - 2011年9月2日頒發  |

## 外部連結
- Gordon Campbell, MLA Vancouver-Point Grey－金寶爾省議員網站
- Hon. Gordon Campbell | Members at dissolution of 38th Parliament－第38屆卑詩省議會 金寶爾簡介